# Dost Mohammad Khan Baloch
Pour les articles homonymes, voir Dost Mohammad Khan et Baloch.
L'émir/sardar Dost Mohammad Khan Baloch () Barazani Baloch (Balochi : امیر سردار دوست محمد خان بارانزی بلوچ ; mort le 16 janvier 1930), également connu sous le nom de Mir Dost Muhammad Khan Baluch, était le dirigeant du Baloutchistan occidental jusqu'en 1928, année où l'armée perse occupa la partie occidentale du Baloutchistan avec l'aide des Britanniques, sous le commandement de Reza Khan et Amanullah Jahanbani. 